# Brachyscome angustifolia
Brachyscome angustifolia là một loài thực vật có hoa trong họ Cúc. Loài này được A.Cunn. ex DC. mô tả khoa học đầu tiên năm 1836.